# Automobiles Carmier
Die Société Commerciale des Automobiles Carmier war ein französischer Hersteller von Automobilen.

## Unternehmensgeschichte
Das Unternehmen aus Paris begann 1927 mit der Produktion von Automobilen. Der Markenname lautete Carmier. Im gleichen Jahr endete die Produktion bereits wieder.

## Fahrzeuge
Das einzige Modell war ein kleiner, zweisitziger Sportwagen. Für den Antrieb sorgte ein luftgekühlter Vierzylinder-Boxermotor mit 1094 cm³ Hubraum. Der Motor war vorne im Fahrzeug montiert und trieb über eine Kardanwelle die Hinterachse an. Das Getriebe verfügte über drei Gänge.